# Swing, Dance, Dream to the Unsinkable Molly Brown
Swing, Dance, Dream to the Unsinkable Molly Brown è un album di Ray Anthony, pubblicato dalla Capitol Records nel 1961.

## Tracce
Brani composti da Robert Meredith Wilson
Lato A
1. Overture – Registrato il 29 dicembre 1960 al Capitol Tower Studios di Hollywood, California
2. Dolce far niente – Registrato il 29 dicembre 1960 al Capitol Tower Studios di Hollywood, California
3. I Ain't Down Yet – Registrato il 28 dicembre 1960 al Capitol Tower Studios di Hollywood, California
4. If I Knew – Registrato il 21 dicembre 1960 al Capitol Tower Studios di Hollywood, California
5. Are You Sure? – Registrato il 28 dicembre 1960 al Capitol Tower Studios di Hollywood, California

Lato B
1. Chick-A-Pen – Registrato il 21 dicembre 1960 al Capitol Tower Studios di Hollywood, California
2. Keep-A-Hoppin' – Registrato il 28 dicembre 1960 al Capitol Tower Studios di Hollywood, California
3. I'll Never Say No – Registrato il 21 dicembre 1960 al Capitol Tower Studios di Hollywood, California
4. Belly Up to the Bar, Boys – Registrato il 28 dicembre 1960 al Capitol Tower Studios di Hollywood, California
5. I've A'Ready Started In – Registrato il 21 dicembre 1960 al Capitol Tower Studios di Hollywood, California
6. Finale – Registrato il 29 dicembre 1960 al Capitol Tower Studios di Hollywood, California

## Musicisti
Overture / Dolce far niente / Finale
- Ray Anthony - tromba
- Bob Robinson - trombone
- Bob Hardaway - sassofono tenore
- Leo Anthony - sassofono baritono
- Sconosciuto - pianoforte
- Carson Smith - contrabbasso
- Nick Ceroli - batteria

I Ain't Down Yet / Are You Sure? / Keep-A-Hoppin'  / Belly Up to the Bar, Boys
- Ray Anthony - tromba
- Ray Anthony - voce (brani: Are You Sure?, Keep-A-Hoppin' e Belly Up to the Bar, Boys)
- Bob Robinson - trombone
- Bob Hardaway - sassofono tenore
- Leo Anthony - sassofono baritono
- Leo Anthony - voce (brani: Keep-A-Hoppin' e Belly Up to the Bar, Boys)
- Sconosciuto - pianoforte
- Carson Smith - contrabbasso
- Nick Ceroli - batteria
- Diane Hall - voce
- Annita Ray - voce
- Sconosciuti - cori (brani: Are You Sure? e Keep-A-Hoppin')

If I Knew / Chick-A-Pen / I'll Never Say No / I've A'Ready Started In
- Ray Anthony - tromba
- Bob Robinson - trombone
- Bob Hardaway - sassofono tenore
- Leo Anthony - sassofono baritono
- Sconosciuto - pianoforte
- Carson Smith - contrabbasso
- Nick Ceroli - batteria